# Lista atacurilor cu rachete din invazia Rusiei în Ucraina (mai 2022)
Acesta este segmentul din mai 2022 al listei atacurilor cu rachete executate de toate părțile implicate în invazia Rusiei în Ucraina din 2022. Nu sunt enumerate loviturile cu rachete neghidate efectuate de forțele de aviație, artilerie, sisteme de lansare multiplă și sisteme S-300. Obiectivele enumerate în coloana „obiectiv lovit” nu sunt în mod necesar cele țintite – în unele cazuri, se referă la locul căderii rachetelor care s-au prăbușit în zbor sau au fost distruse de sisteme anti-rachetă.
Pagina principală: Lista atacurilor cu rachete din invazia Rusiei în Ucraina (2022–prezent). Listele pe luni:
- 2022 – ian · feb · mar · apr · mai · iun · iul · aug · sep · oct · noi · dec
- 2023 – ian · feb · mar · apr · mai · iun · iul · aug · sep · oct · noi · dec
- 2024 – ian · feb · mar · apr · mai · iun

## Mai 2022
| Atacuri executate de partea ucraineană | Atacuri executate de partea ucraineană | Atacuri executate de partea ucraineană | Atacuri executate de partea ucraineană | dată       | Atacuri executate de partea rusă                                                                                  | Atacuri executate de partea rusă | Atacuri executate de partea rusă | Atacuri executate de partea rusă | Atacuri executate de partea rusă                 |
| regiune                                | localitate                             | tipul rachetei                         | obiective lovite                       | dată       | regiune | localitate                       | tipul rachetei                   | interceptate                     | obiective lovite victime: uciși \| răniți        |
| -------------------------------------- | -------------------------------------- | -------------------------------------- | -------------------------------------- | ---------- | --- | -------------------------------- | -------------------------------- | -------------------------------- | ------------------------------------------------ |
|                                        |                                        |                                        |                                        | 01.05.2022 | regiunea Dnipropetrovsk                                                                                           | raionul Sînelnîkove              | Tocika⁠(d)                        | 1/1                              | interceptare de apărarea anti-rachetă a Ucrainei |
| raionul Sînelnîkove                    | —                                      | 0/1                                    | depozit agricol                        | 01.05.2022 | regiunea Dnipropetrovsk                                                                                           |                                  |                                  |                                  |                                                  |
| 02.05.2022                             | regiunea Odesa                         | Odesa                                  | —                                      | —          | edificiu religios                                                                                                 |                                  |                                  |                                  |                                                  |
| 02.05.2022                             | regiunea Odesa                         | Bugaz                                  | —                                      | 0/3        | pod |                                  |                                  |                                  |                                                  |
| 03.05.2022                             | regiunea Odesa                         | regiunea Odesa                         | —                                      | 3/3        | interceptare de apărarea anti-rachetă a Ucrainei                                                                  |                                  |                                  |                                  |                                                  |
| 03.05.2022                             | regiunea Vinița                        | Vinița                                 | —                                      | 2/2        | interceptare de apărarea anti-rachetă a Ucrainei                                                                  |                                  |                                  |                                  |                                                  |
| 03.05.2022                             | regiunea Liov                          | Liov                                   | —                                      | 3/5        | infrastructură energetică                                                                                         |                                  |                                  |                                  |                                                  |
| 03.05.2022                             | regiunea Transcarpatia                 | Volovăț                                | —                                      | 0/1        | infrastructură feroviară                                                                                          |                                  |                                  |                                  |                                                  |
| 03.05.2022                             | regiunea Kirovohrad                    | Dolînska                               | —                                      | 0/1        | infrastructură feroviară                                                                                          |                                  |                                  |                                  |                                                  |
| 04.05.2022                             | regiunea Kirovohrad                    | Kropîvnîțkîi                           | —                                      | —          | obiect de infrastructură                                                                                          |                                  |                                  |                                  |                                                  |
| 04.05.2022                             | regiunea Dnipropetrovsk                | Dnipro                                 | —                                      | 0/1        | infrastructură feroviară                                                                                          |                                  |                                  |                                  |                                                  |
| 04.05.2022                             | regiunea Dnipropetrovsk                | Dnipro                                 | —                                      | 1/1        | interceptare de apărarea anti-rachetă a Ucrainei                                                                  |                                  |                                  |                                  |                                                  |
| 04.05.2022                             | regiunea Kiev                          | Trebuhiv                               | —                                      | 1/1        | interceptare de apărarea anti-rachetă a Ucrainei                                                                  |                                  |                                  |                                  |                                                  |
| 05.05.2022                             | regiunea Cerkasî                       | regiunea Cerkasî                       | —                                      | 2/2        | interceptare de apărarea anti-rachetă a Ucrainei                                                                  |                                  |                                  |                                  |                                                  |
| 05.05.2022                             | regiunea Donețk                        | Kramatorsk                             | —                                      | —          | infrastructură civilă victime: 0 \| 25                                                                            |                                  |                                  |                                  |                                                  |
| 05.05.2022                             | regiunea Mîkolaiiv                     | Oceac                                  | —                                      | —          | obiect de infrastructură victime: 0 \| 0                                                                          |                                  |                                  |                                  |                                                  |
| 06.05.2022                             | regiunea Donețk                        | Kramatorsk                             | H-32⁠(d)                                | 0/8        | intravilan |                                  |                                  |                                  |                                                  |
| 06.05.2022                             | regiunea Harkov                        | Lozovaia                               | —                                      | 0/1        | neidentificat victime: 1 \| 0                                                                                     |                                  |                                  |                                  |                                                  |
| 06.05.2022                             | regiunea Dnipropetrovsk                | regiunea Dnipropetrovsk                | —                                      | 1/1        | interceptare de apărarea anti-rachetă a Ucrainei                                                                  |                                  |                                  |                                  |                                                  |
| 07.05.2022                             | regiunea Poltava                       | regiunea Poltava                       | —                                      | 1/1        | interceptare de apărarea anti-rachetă a Ucrainei                                                                  |                                  |                                  |                                  |                                                  |
| 07.05.2022                             | regiunea Donețk                        | Kramatorsk                             | —                                      | —          | infrastructură civilă victime: 0 \| 2                                                                             |                                  |                                  |                                  |                                                  |
| 07.05.2022                             | regiunea Odesa                         | Odesa                                  | H-101⁠(d)                               | 0/6        | pistă de decolare/aterizare, infrastructură industrială                                                           |                                  |                                  |                                  |                                                  |
| 08.05.2022                             | regiunea Odesa                         | raionul Odesa                          | —                                      | 0/4        | infrastructură critică și civilă                                                                                  |                                  |                                  |                                  |                                                  |
| 08.05.2022                             | regiunea Odesa                         | raionul Odesa                          | —                                      | 2/2        | interceptare de apărarea anti-rachetă a Ucrainei                                                                  |                                  |                                  |                                  |                                                  |
| 09.05.2022                             | regiunea Odesa                         | Odesa                                  | Oniks⁠(d)                               | 0/4        | obiecte de infrastructură                                                                                         |                                  |                                  |                                  |                                                  |
| 09.05.2022                             | regiunea Odesa                         | Odesa                                  | H-22⁠(d)                                | 0/7        | centrul comercial Riviera victime: 1 \| 5                                                                         |                                  |                                  |                                  |                                                  |
| 09.05.2022                             | regiunea Donețk                        | regiunea Donețk                        | H-22⁠(d)                                | —          | neidentificat |                                  |                                  |                                  |                                                  |
| 09.05.2022                             | regiunea Donețk                        | Adamivka⁠(d)                            | —                                      | —          | racheta a căzut pe teritoriul Lavrei din Sveatohirsk⁠(d)                                                           |                                  |                                  |                                  |                                                  |
| 10.05.2022                             | regiunea Odesa                         | Bugaz                                  | —                                      | —          | pod |                                  |                                  |                                  |                                                  |
| 11.05.2022                             | regiunea Poltava                       | Karlivka                               | —                                      | —          | obiect de infrastructură victime: 0 \| 0                                                                          |                                  |                                  |                                  |                                                  |
| 11.05.2022                             | regiunea Odesa                         | regiunea Odesa                         | —                                      | —          | interceptare de apărarea anti-rachetă a Ucrainei                                                                  |                                  |                                  |                                  |                                                  |
| 11.05.2022                             | regiunea Zaporijjea                    | regiunea Zaporijjea                    | —                                      | —          | interceptare de apărarea anti-rachetă a Ucrainei; unele fragmente au provocat daune unui obiect de infrastructură |                                  |                                  |                                  |                                                  |
| 12.05.2022                             | regiunea Zaporijjea                    | Zaporijjea                             | —                                      | 0/1        | arie naturală protejată                                                                                           |                                  |                                  |                                  |                                                  |
| 12.05.2022                             | regiunea Poltava                       | Kremenciug                             | —                                      | 2/12       | fabrica de prelucrare a țițeiului ș.a.                                                                            |                                  |                                  |                                  |                                                  |
| 12.05.2022                             | regiunea Harkov                        | Harkov                                 | —                                      | —          | aeroport |                                  |                                  |                                  |                                                  |
| 13.05.2022                             | regiunea Sumî                          | Ocikîne                                | —                                      | 0/2        | punct de trecere a frontierei                                                                                     |                                  |                                  |                                  |                                                  |
| 13.05.2022                             | regiunea Harkov                        | Derhaci                                | —                                      | —          | infrastructură civilă                                                                                             |                                  |                                  |                                  |                                                  |
| 15.05.2022                             | regiunea Liov                          | poligonul militar Iavoriv⁠(d)           | Kalibr⁠(d)                              | 2/6        | infrastructură militară                                                                                           |                                  |                                  |                                  |                                                  |
| 16.05.2022                             | regiunea Odesa                         | Karolino-Bugaz                         | —                                      | —          | infrastructură civilă victime: 0 \| 4                                                                             |                                  |                                  |                                  |                                                  |
| 17.05.2022                             | regiunea Liov                          | poligonul militar Iavoriv⁠(d)           | Kalibr⁠(d)                              | ?/3        | infrastructură feroviară                                                                                          |                                  |                                  |                                  |                                                  |
| 17.05.2022                             | regiunea Cernihiv                      | Desna                                  | —                                      | —          | infrastructură militară victime: 131 \| 17                                                                        |                                  |                                  |                                  |                                                  |
| 17.05.2022                             | regiunea Odesa                         | Bugaz                                  | —                                      | 0/2        | pod |                                  |                                  |                                  |                                                  |
| 18.05.2022                             | regiunea Mîkolaiiv                     | Nicolaev                               | —                                      | —          | infrastructură civilă                                                                                             |                                  |                                  |                                  |                                                  |
| 18.05.2022                             | regiunea Odesa                         | regiunea Odesa                         | —                                      | —          | neidentificat victime: 0 \| 0                                                                                     |                                  |                                  |                                  |                                                  |
| 19.05.2022                             | regiunea Donețk                        | Bahmut                                 | —                                      | 0/1        | infrastructură civilă                                                                                             |                                  |                                  |                                  |                                                  |
| 20.05.2022                             | regiunea Harkov                        | Lozovaia                               | —                                      | 0/1        | casa de cultură                                                                                                   |                                  |                                  |                                  |                                                  |
| 20.05.2022                             | regiunea Jîtomîr                       | Malîn                                  | —                                      | 0/3        | infrastructură feroviară                                                                                          |                                  |                                  |                                  |                                                  |
| 20.05.2022                             | regiunea Odesa                         | raionul Odesa                          | —                                      | —          | neidentificat |                                  |                                  |                                  |                                                  |
| 20.05.2022                             | regiunea Odesa                         | regiunea Odesa                         | —                                      | 0/3        | obiect de infrastructură                                                                                          |                                  |                                  |                                  |                                                  |
| 21.05.2022                             | regiunea Rivne                         | Rivne                                  | —                                      | 0/1        | infrastructură militară                                                                                           |                                  |                                  |                                  |                                                  |
| 21.05.2022                             | regiunea Vinița                        | Nemîriv                                | —                                      | 1/1        | interceptare de apărarea anti-rachetă a Ucrainei                                                                  |                                  |                                  |                                  |                                                  |
| 21.05.2022                             | regiunea Mîkolaiiv                     | Nicolaev                               | —                                      | —          | infrastructură industrială                                                                                        |                                  |                                  |                                  |                                                  |
| 22.05.2022                             | regiunea Jîtomîr                       | Malîn                                  | —                                      | —          | infrastructură feroviară                                                                                          |                                  |                                  |                                  |                                                  |
| 22.05.2022                             | regiunea Kiev                          | Fastiv                                 | —                                      | 1/1        | interceptare de apărarea anti-rachetă a Ucrainei victime: 0 \| 0                                                  |                                  |                                  |                                  |                                                  |
| 23.05.2022                             | regiunea Jîtomîr                       | Korosten                               | —                                      | 1/1        | infrastructură industrială                                                                                        |                                  |                                  |                                  |                                                  |
| 23.05.2022                             | regiunea Jîtomîr                       | Korosten                               | —                                      | 0/1        | interceptare de apărarea anti-rachetă a Ucrainei; unele fragmente au avariat o casă                               |                                  |                                  |                                  |                                                  |
| 23.05.2022                             | regiunea Kirovohrad                    | Hannivka                               | —                                      | 1/1        | interceptare de apărarea anti-rachetă a Ucrainei                                                                  |                                  |                                  |                                  |                                                  |
| 23.05.2022                             | regiunea Dnipropetrovsk                | raionul Pavlohrad                      | —                                      | 0/4        | infrastructură feroviară                                                                                          |                                  |                                  |                                  |                                                  |
| 23.05.2022                             | regiunea Dnipropetrovsk                | raionul Sînelnîkove                    | —                                      | 0/4        | infrastructură feroviară                                                                                          |                                  |                                  |                                  |                                                  |
| 23.05.2022                             | regiunea Harkov                        | Merefa                                 | —                                      | 1/3        | infrastructură civilă                                                                                             |                                  |                                  |                                  |                                                  |
| 24.05.2022                             | regiunea Dnipropetrovsk                | raionul Pavlohrad                      | —                                      | 0/1        | extravilan victime: 0 \| 0                                                                                        |                                  |                                  |                                  |                                                  |
| 25.05.2022                             | regiunea Hmelnîțkîi                    | regiunea Hmelnîțkîi                    | —                                      | 2/2        | interceptare de apărarea anti-rachetă a Ucrainei                                                                  |                                  |                                  |                                  |                                                  |
| 25.05.2022                             | regiunea Sumî                          | Krasnopillea                           | —                                      | —          | infrastructură civilă                                                                                             |                                  |                                  |                                  |                                                  |
| 25.05.2022                             | regiunea Dnipropetrovsk                | Krivoi Rog                             | —                                      | 0/3        | infrastructură industrială                                                                                        |                                  |                                  |                                  |                                                  |
| 25.05.2022                             | regiunea Zaporijjea                    | Zaporijjea                             | —                                      | 1/4        | infrastructură civilă victime: 1 \| 3                                                                             |                                  |                                  |                                  |                                                  |
| 25.05.2022                             | regiunea Donețk                        | Kramatorsk                             | —                                      | —          | infrastructură civilă victime: 0 \| 0                                                                             |                                  |                                  |                                  |                                                  |
| 26.05.2022                             | regiunea Cernăuți                      | regiunea Cernăuți                      | —                                      | 1/1        | interceptare de apărarea anti-rachetă a Ucrainei                                                                  |                                  |                                  |                                  |                                                  |
| 27.05.2022                             | regiunea Dnipropetrovsk                | regiunea Dnipropetrovsk                | Iskander⁠(d)                            | 0/3        | poligon militar victime: 10 \| 35                                                                                 |                                  |                                  |                                  |                                                  |
| 28.05.2022                             | regiunea Dnipropetrovsk                | Krivoi Rog                             | —                                      | 0/2        | infrastructură industrială victime: 0 \| 0                                                                        |                                  |                                  |                                  |                                                  |
| 28.05.2022                             | regiunea Sumî                          | Putîvl                                 | —                                      | 0/1        | infrastructură agricolă victime: 0 \| 0                                                                           |                                  |                                  |                                  |                                                  |
| 29.05.2022                             | regiunea Dnipropetrovsk                | Krivoi Rog                             | —                                      | 0/2        | infrastructură industrială                                                                                        |                                  |                                  |                                  |                                                  |
| 29.05.2022                             | regiunea Harkov                        | Merefa                                 | —                                      | —          | infrastructură industrială victime: 0 \| 0                                                                        |                                  |                                  |                                  |                                                  |
| 29.05.2022                             | regiunea Donețk                        | regiunea Donețk                        | H-59MK⁠(d)                              | 2/2        | interceptare de apărarea anti-rachetă a Ucrainei                                                                  |                                  |                                  |                                  |                                                  |
| 29.05.2022                             | regiunea Donețk                        | Verhnokamianske⁠(d)                     | —                                      | 0/4        | neidentificat |                                  |                                  |                                  |                                                  |
| 29.05.2022                             | regiunea Donețk                        | Vrubivka                               | —                                      | 0/4        | neidentificat |                                  |                                  |                                  |                                                  |
| 29.05.2022                             | regiunea Donețk                        | Soledar                                | —                                      | 0/4        | neidentificat |                                  |                                  |                                  |                                                  |
| 30.05.2022                             | regiunea Odesa                         | Bugaz                                  | H-22⁠(d)                                | 0/1        | pod |                                  |                                  |                                  |                                                  |
| 30.05.2022                             | regiunea Odesa                         | Bugaz                                  | H-22⁠(d)                                | 1/1        | interceptare de apărarea anti-rachetă a Ucrainei                                                                  |                                  |                                  |                                  |                                                  |
| 30.05.2022                             | regiunea Mîkolaiiv                     | Novîi Buh                              | Tocika⁠(d)                              | 1/1        | infrastructură civilă victime: 0 \| 2                                                                             |                                  |                                  |                                  |                                                  |
| 31.05.2022                             | regiunea Donețk                        | Avdiivka                               | —                                      | —          | infrastructură civilă                                                                                             |                                  |                                  |                                  |                                                  |
| 31.05.2022                             | regiunea Donețk                        | Slaviansk                              | —                                      | —          | infrastructură civilă victime: 3 \| 6                                                                             |                                  |                                  |                                  |                                                  |